# Cybalomia intermedialis
Cybalomia intermedialis là một loài bướm đêm trong họ Crambidae.